# فهرست شخصیت‌های مجموعه حوادث ناگوار
مجموعه حوادث ناگوار شامل گروه بزرگی از شخصیت‌هایی است که توسط لمونی اسنیکت خلق شده‌اند. کتاب اصلی زندگی پرآشوب یتیمان بودلر، ویولت، کلاوس و سانی را دنبال می‌کند، پس از کشته شدن والدینشان در آتش سوزی ساختمان آتش‌زا و فرارهای متعدد آنها از بستگان دوردستشان کنت اولاف، که به دنبال ثروتشان است. در حالی که کشف یک سازمان مخفی به نام وی‌اف‌دی و شکافی که آن را از هم پاشید

## شخصیت‌های پشتیبان

### بئاتریس بودلر
بئاتریس بودلر (به انگلیسی: Beatrice Baudelaire) مادر ویولت، کلاوس و سانی بودلر بود. او یک بازیگر، یک رام کننده شیر و یک مربی خفاش بود. لمونی اسنیکت عاشق بئاتریس بود و تقریباً ازدواج کردند، اما بئاتریس در عوض با برتراند بودلر ازدواج کرد، ظاهراً به این دلیل که او معتقد بود که لمونی پس از انتشار آگهی ترحیم او در روزنامه The Daily Punctilio مرده است. علاوه بر این، نکات مختلفی در طول کتاب‌ها در مورد اینکه چرا او ازدواج را لغو کرد، ارائه می‌شود. از آن زمان تاکنون، نظریه های زیادی در مورد آن وجود داشته است.

### برتراند بودلر
برتراند بودلر (به انگلیسی: Bertrand Baudelaire) پدر ویولت، کلاوس و سانی بودلر، شوهر بئاتریس و یکی از اعضای وی‌اف‌دی است. او زیر نظر اس. تئودورا مارکسون (به انگلیسی: S. Theodora Markson) که در طول آموزش اولیه لمونی اسنیکت همراه بود، آموزش دید. مارکسون اغلب برتراند را به عنوان یک شاگرد نمونه توصیف می‌کند.
در تمامی کتاب‌ها، بچه‌ها حکایت‌هایی درباره پدرشان به یاد می‌آورند، مثلاً او در یک مهمانی شام آشپزی می‌کرد، یا برای شاد کردن سانی در فواره آب می‌پاشید. او دوست دوران کودکی بئاتریس و دوست خوب دیویی دنیومان بود. برتراند به عنوان یکی از اعضای به آموزش شیرهای وی‌اف‌دی کمک کرد تا کارآگاهان گربه‌سان داوطلب شوند. کنت اولاف اشاره می‌کند که برتراند و بئاتریس والدین اولاف را در حین اجرای اپرا به قتل رساندند. در ابتدای کتاب برتراند در آتشی که عمارت بودلر را ویران کرد می‌میرد.
قل از تولد ویولت، برتراند و بئاتریس در جزیره‌ای زندگی می‌کردند که اتقاقات کتاب پایان در آن اتفاق می‌افتد. آنها آن را ساختند تا پناهگاه امنی برای داوطلبانی باشد که تحت تأثیر این انشقاق قرار گرفتند. اشمایل به زودی پس از آن و شروع به زیر سوال بردن تصمیمات آنها، در نهایت تسلط بر جزیره و تبعید بودلرها. بودلرها سپس به عمارت خود و شهر نقل مکان کردند. آنها پس از آن حداقل با وی‌اف‌دی تماس داشتند زیرا ویولت فقط خاطرات مبهمی از آنها دارد و کلاوس اصلاً هیچ.

### بئاتریس بودلر دوم
بئاتریس بودلر دوم (به انگلیسی: Beatrice Baudelaire II) دختر کیت اسنیکت است که پس از زایمان می‌میرد. بئاتریس نوزاد توسط یتیمان بودلر به فرزندی پذیرفته می‌شود، به همین دلیل از نام خانوادگی بودلر استفاده می‌شود. طبق فصل چهاردهم، در یک سالگی، "او بسیار شبیه مادرش است". بئاتریس کوچکتر به درخواست کیت و مطابق با سنت نامگذاری فرزندان به نام دوستان متوفی، به نام بئاتریس مادر بودلرها نامگذاری شد.

### دیویی دینومان
دیویی دینومان (به انگلیسی: Dewey Denouement) مدیر هتل دینومان و برادر فرانک و ارنست دینومان است. اما افراد بسیار کمی از وجود او آگاه هستند. کنت اولاف می‌گوید علاوه بر اینکه دیویی دوست قدیمی برتراند بودلر است، دیویی را یک «شخصیت افسانه‌ای» توصیف می‌کند. او خود را «کتابدار فرعی» می نامد و عمر خود را صرف فهرست نویسی شواهدی کرده‌است که در زیر حوض نزدیک هتل دینومان پنهان شده است. دیویی چهار ساله بود که شکاف آغاز شد و بعداً با کیت اسنیکت رابطه برقرار کرد. پدر و مادرش در اثر سوختن خانه‌شان کشته شدند.
در هتل دینومان، دیویی همچنین مسئول پیچیدن ساعتی بود که در سقف تعبیه شده بود. او در نیمه‌شب خود را به بودلرها معرفی کرد و در آنجا کتابخانه‌اش را در ته حوض نزدیک نشان داد. دیویی و بودلرها با قاضی اشتراوس و جروم اسکوالور که وارد می‌شوند ملاقات می‌کنند، جایی که هر شش نفر در لابی با کنت اولاف و همکاران باقی‌مانده‌اش روبرو می‌شوند. هنگامی که او از گفتن رمز عبور به کنت اولاف برای باز کردن قفل در (که ظاهراً به اتاقی حاوی شکردون منتهی می شد) خودداری می‌کند، کنت اولاف تهدید می‌کند که با تفنگ زوبین به او شلیک خواهد کرد. بودلرها سعی می‌کنند دیویی را نجات دهند، اما کنت اولاف اسلحه را رها می‌کند وقتی آقای پو نشان می‌دهد که هر دو طرف از خواب بیدار شده و دیویی را می‌کشد که جسدش به برکه می‌افتد و سپس غرق می‌شود. او حتی از «کیت» به عنوان حرف آخرش نقل کرد. تفنگ زوبین که منفجر شد، دیگر حامیان و کارکنان را نیز بیدار کرد. در مورد کتابخانه مخفی دیویی، لمونی اسنیکت اظهار داشت که وقتی هتل دینومان به آتش کشیده شد، آسیبی ندید.

## شخصیت‌های فرعی

### قاضی اشتراوس
قاضی اشتراوس (به انگلیسی: Justice Strauss) یکی از شخصیت‌های پشتیبان مجموعه کتاب‌های مجموعه حوادث ناگوار است. او در همسایگی کنت اولاف زندگی می‌کند. بودلرها به محض اینکه در شروع ناگوار او را ملاقات می‌کنند، از او خوششان می‌آید و از کتابخانه او برای خنثی کردن نقشه کنت اولاف برای به دست آوردن ثروت بودلرها استفاده می‌کنند. 
در عروسی نمایشی که اولاف در تئاتر برپا می‌کند، او نقش قاضی را بازی می‌کند و تقریباً به طور قانونی ویولت را به ازدواج کنت الاف در می‌آورد. در پایان کتاب پس از فرار کنت اولاف و گروهش، او پیشنهاد می کند که از بودلرها مراقبت کند، اما آقای پو به آنها اطلاع می‌دهد که این امر خلاف اراده والدین بودلرها است.
اشتراوس دوباره در خطر ماقبل آخر ظاهر می‌شود. او در مورد پرونده بودلرها تحقیق می‌کند و تلاش می‌کند کنت اولاف را به دست عدالت بسپارد. قاضی اشتراوس و جروم اسکوالر با دیوی دنیومان و بودلرها در هتل دنیومان ملاقات می‌کنند و در لابی با کنت اولاف و همکاران باقی مانده اش روبرو می‌شوند. پس از کشته شدن تصادفی دیویی دنیومان، قاضی اشتراوس هیاهو بین مهمانان را بر هم می‌زند. او به همه حاضران اطلاع می دهد که مقامات احضار شده اند و آنها در مورد فرزندان بودلر و کنت اولاف تصمیم خواهند گرفت.
در طول محاکمه، قاضی اشتراوس همه شرکت کنندگان و حاضران را به منظور پیروی از ضرب المثل "عدالت کور است" چشم بند ببندند. در طول محاکمه، مشخص شد که دو قاضی دادگاه عالی او از همکاران کنت اولاف، مردی با ریش اما بدون مو و زن با موی بدون ریش هستند. اولاف قاضی استراوس را می رباید و او را به پشت بام هتل می‌برد. بچه‌های بودلر دنبال می‌شوند و در حالی که می‌خواهند به دیگر داوطلبان علامت دهند که هتل دینومان دیگر امن نیست ساختمان را به آتش کشیدند. در نهایت، کنت اولاف و بودلرها با هم فرار می‌کنند و قاضی اشتراوس را پشت سر می‌گذارند، اگرچه مشخص نیست که آیا او می‌تواند به سلامت خارج شود یا خیر.